# Dyplomowany Zarządca Nieruchomości
Dyplomowany Zarządca Nieruchomości (Certified Property Manager, CPM) – tytuł nadawany przez Institute of Real Estate Management (w Polsce przez polski oddział IREM) zarządcom nieruchomości, którzy spełnią określone przez ww. instytut kryteria.
Kryteria decydujące o przyznaniu tytułu zostały, w założeniach IREM, zaprojektowane tak, by wyróżnić nim zarządców cechujących się wysokim poziomem wiedzy z zakresu zarządzania nieruchomościami mieszkaniowymi lub komercyjnymi oraz posiadających znaczące doświadczenie w zawodzie. Aktualnie tytuł CPM posiada ponad 8600 osób na świecie, w tym 19 w Polsce.